# NGC 2788B
NGC 2788B في الفهرس العام الجديد، هي مجرة، تقع في كوكبة السمكة الطائرة. اكتشفت بواسطة جون هيرشل.

## روابط خارجية
- NGC 2788B على موقع ويكي سكاي: DSS2, SDSS, GALEX, IRAS, Hydrogen α, X-Ray, Astrophoto, Sky Map, Articles and images